# Honeycomb Ridge
Honeycomb Ridge (englisch für Honigwabenkamm) ist ein Gebirgskamm im ostantarktischen Viktorialand. Er erstreckt sich an der Westflanke der Moubray Bay vom Mündungsgebiet des Ironside-Gletschers in nördlicher Richtung.
Teilnehmer der New Zealand Geological Survey Antarctic Expedition (1957–1958) benannten ihn nach den wabenförmigen Durchbrüchen und Kavernen im Granitgestein, durch die der Gebirgskamm gekennzeichnet ist.